# Section Eight
『セクション8:リベンジ・ミッション』（原題：Section Eight）は、Christian Sesma が監督し、ライアン・クワンテン、ドルフ・ラングレン、ダーモット・マルロニー、スコット・アドキンス、ミッキー・ローク。